# Пашковский, Богдан Юзеф
Богдан Юзеф Пашковский (пол. Bogdan Józef Paszkowski; род. 31 января 1965, Белосток) — польский политик, юрист и судья, Сенатор Польши с 2007 по 2019, Воевода Подляский с 8 декабря 2015 года.

## Биография
Родился 31 января 1965 года в Белостоке.
Окончил юридический факультет Филиала Варшавского университета в Белостоке (ныне Белостокский университет). После окончания университета работал судьей Окружного суда Белостока.
С 20 декабря 1994 года по 12 декабря 2006 года — Городской секретарь Белостока.
В январе-ноябре 2007 года был Воеводой Подляским. На Парламентских выборах 2007 года получил место в Сенате Польши. Переизбирался сенатором на выборах 2011 и 2015 годов.
В 2015 году вновь назначен Воеводой Подляским.
В 2019 году неудачно баллотировался в Сейм Польши, получив всего 5442 голоса.

## Награды
Награждён Знаком «За заслуги перед пожарной охраной»